# Štíhlá výroba
Štíhlá výroba je metodika, kterou vyvinula firma Toyota po 2. světové válce jako Toyota Production System (TPS). Duchovními otci této metodiky jsou Taiichi Ohno a Shigeo Shingo. Jedná se o přístup k výrobě způsobem, kdy se producent snaží uspokojit v maximální míře zákazníkovy požadavky tím, že bude vyrábět jen to, co zákazník požaduje. Snaží se vytvářet produkty v co možná nejkratší době a pokud možno s minimálními náklady, bez ztráty kvality nebo na úkor zákazníka. Dosáhne toho minimalizací plýtvání.
Tato metodika se snaží řídit heslem „náš zákazník, náš pán“. Její princip spočívá v náhledu na rovnici zisku následujícím způsobem:
- Náklady + Zisk = Cena

mění na:
- Cena – Náklady = Zisk

Změna rovnice dle filozofie této metodiky by měla způsobit, že zákazník neplatí chyby a náklady firmy, jako v první rovnici.

## Druhy plýtvání
Druhy plýtvání, které odstraňuje metodika Lean:
- Velké zásoby – ve skladech nebo i ve výrobě je větší množství materiálu, než je ve skutečnosti potřeba
- Čekání – doby prostojů způsobených čekáním na práci, čekání na dodání materiálu, nástrojů,...
- Nadbytečná výroba – výroba produktů, jež nemají zákazníka, tj. odběratele, tzn. vyrábí se na sklad
- Kontrola kvality – kvalita se musí kontrolovat na konci procesu, místo aby její tvorba byla přímo do něj zabudována
- Opravy a přepracování
- Neefektivní pohyby a manipulace – více a delších pohybů, než je pro práci na produktu potřeba
- Zbytečná manipulace s materiálem – pohyb materiálu mezi sklady a procesy
- Nevyužitá kreativita pracovníků (platí většinou ve službách)

## Nástroje, techniky a pojmy v Leanu
- 5S
- 5 Proč
- Andon
- Balancování linek
- Cycle time
- Gemba
- Heidžunka
- Džidóka nebo Autonomation
- Just in time nebo jen JIT
- Kanban
- Kaizen
- Lead time
- muda,mura, muri
- Poka-Joke
- Pracovní buňka
- SMED
- Standardizovaná práce
- Takt time
- TPM
- VSM

## Kdo například používá Lean
Mezi nejznámější uživatele Lean metodiky patří Toyota, Porsche, Tesco Stores, DENSO, ZF.

## Další podobné filosofie a metodiky
- Six Sigma
- Komplexní řízení kvality (TQM)
- Statistické řízení procesů
- Lean Six Sigma
- Teorie úzkých míst (TOC)
- Agile